# Animación moderna estadounidense
La animación moderna estadounidense se divide en dos etapas recientes en la historia de la animación estadounidense.
El primer período fue denominado como la era del renacimiento de la animación estadounidense (renaissance age of American animation en inglés), durante el cual, muchas de las grandes compañías estadounidenses de entretenimiento reformaron y revigorizaron sus departamentos de animación, tanto cinematográficos como televisivos, tras el declive sufrido entre las décadas de 1960 y 1980. Esta primera etapa comenzó durante la segunda mitad de los años 1980, con el retorno de la competencia en la animación cinematográfica entre las películas de Disney y Don Bluth: The Great Mouse Detective, An American Tail, Oliver y su pandilla y The Land Before Time, coincidiendo con el advenimiento de la animación digital y el desarrollo de los efectos especiales en CGI, finalizando gradualmente desde finales de los años 1990, con el declive de la animación tradicional. Esta época también destacó en renovar un elevado interés por la animación clásica estadounidense, coincidiendo con el auge de la industria del videojuego. De hecho, el esteticismo de la animación clásica estadounidense se convirtió en un referente artístico para el desarrollo de personajes de videojuegos, particularmente con Super Mario, Sonic the Hedgehog, Crash Bandicoot y Spyro the Dragon.
El segundo período fue denominado como la era del milenio de la animación estadounidense (millennium age of American animation en inglés). Esta segunda etapa comenzó en el año 2000, con el auge de la animación digital y la Flash, retornando al abaratamiento de la animación televisiva en beneficio de los efectos especiales cinematográficos en CGI, y finalizó gradualmente desde la segunda mitad de los años 2010, cuando se evidenció el declive general de la industria audiovisual estadounidense.

## Historia

### Walt Disney Feature Animation

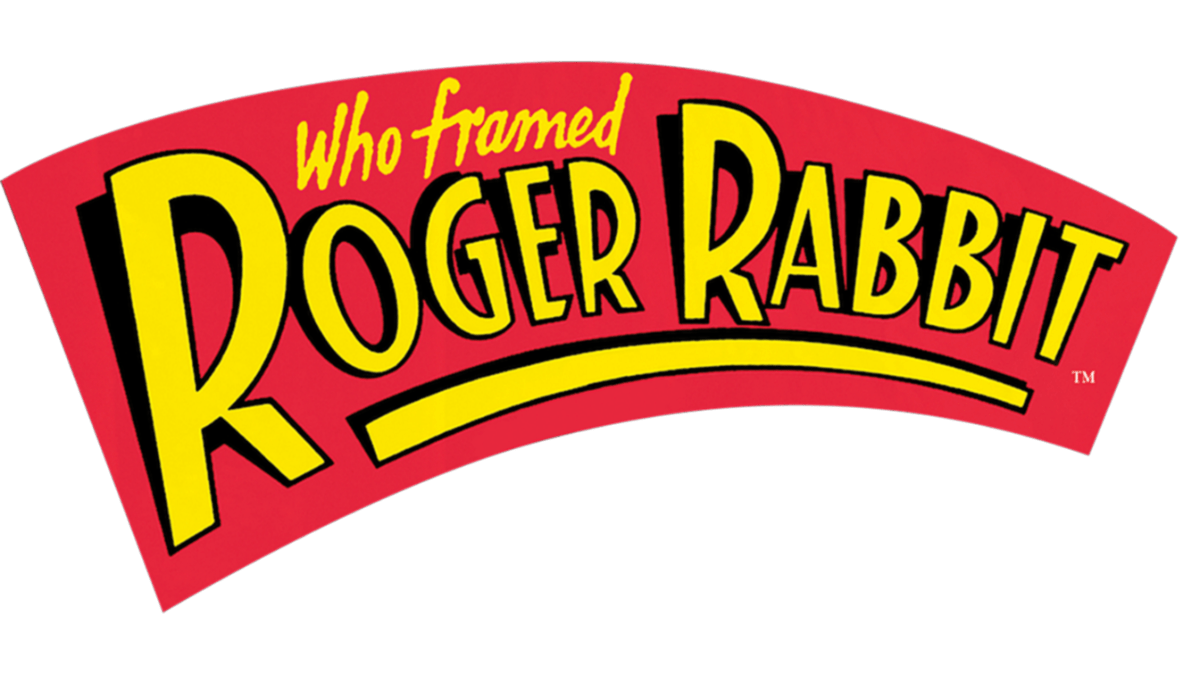
Logo de ¿Quién engañó a Roger Rabbit?.

A mediados de los años 1980, la industria de la animación estadounidense había caído en desgracia. Las animaciones sobre juguetes como entretenimiento infantil dominaban los programas de las caricaturas de sábado por la mañana, mientras que la única experimentación se llevaba a cabo por desarrolladores independientes. Todavía se proyectaban largometrajes animados en los cines ocasionalmente, pero la gloria de los viejos tiempos había desaparecido. Incluso los estudios Disney, la cual había peleado una adquisición corporativa en los 1980, estaba considerando abandonar la producción de largometrajes animados. Tanto los entusiastas, la audiencia, los críticos, así como los animadores, fueron tomados por sorpresa cuando el tan esperado renacimiento de la animación se inició en la corporación más antigua y conservativa.
Disney tuvo un drástico cambio en los años 1980, su nuevo director, Michael Eisner, recolocó a la compañía sobre sus pies, devolviéndola a sus raíces y revitalizando sus estudios. Con gran fanfarria, en 1988, el estudio colaboró con Steven Spielberg para producir el largometraje animado ¿Quién engañó a Roger Rabbit?, dirigida por Robert Zemeckis. La película fue todo un éxito y le dio a la industria de la animación el empujón tan esperado para aquella época. Roger Rabbit no sólo le hizo ganar una pila de dinero a Disney, sino que también encendió la popularidad de la animación clásica. La historia de la animación se volvió de pronto un objeto de estudio. Varios realizadores leyenda del negocio, tales como Chuck Jones o Friz Freleng, se vieron de repente en el centro de atención, siendo aclamados luego de décadas de haber sido prácticamente ignorados por la audiencia y por los profesionales de la industria. Además, en 1986 y 1988, Disney estrenó los largometrajes animados The Great Mouse Detective y Oliver y su pandilla, que lograron impulsar al estudio en el campo de la animación y hacer frente a las pérdidas que tuvo en la década de 1970 y en la primera mitad de los años 1980. 

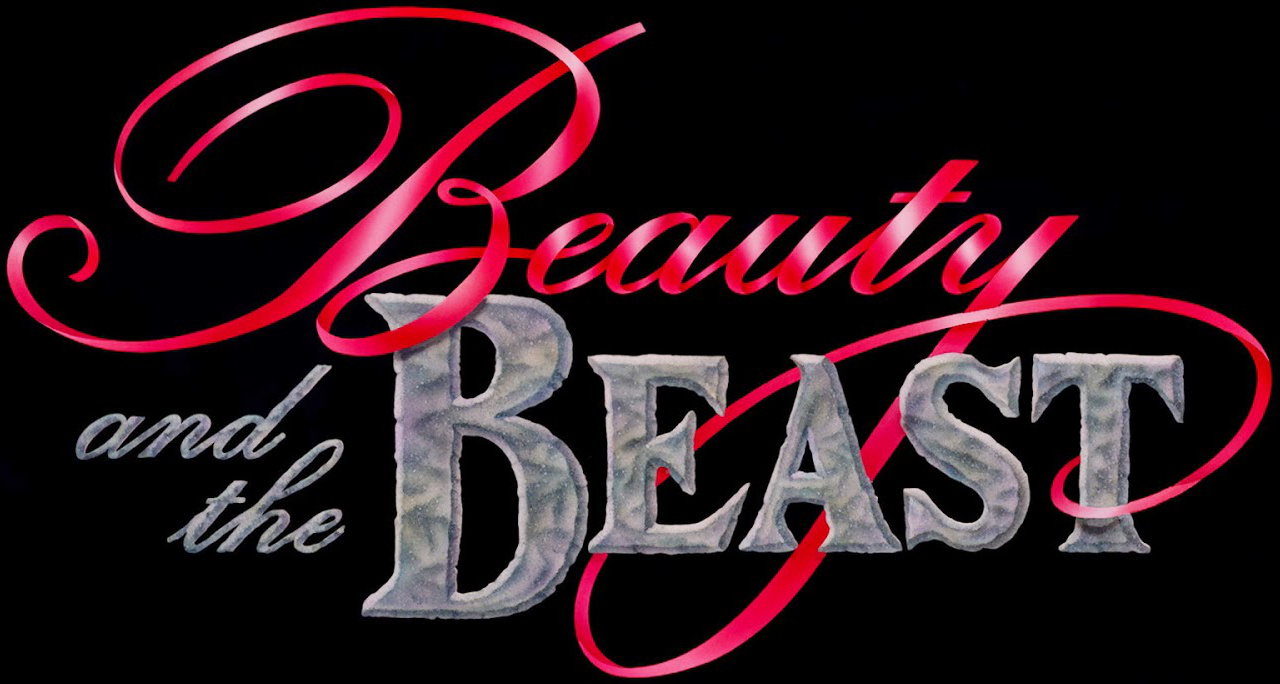
Presentación del largometraje animado La bella y la bestia.

Disney continuó el éxito de ¿Quién engañó a Roger Rabbit?, Oliver y su Pandilla y The Great Mouse Detective con La sirenita (1989), la primera de una serie de largometrajes animados que parecían recuperar la magia de la época dorada del propio Walt Disney. El estudio invirtió fuertemente en la nueva tecnología de animación digital con The Rescuers Down Under (1990) para dichos fines. Asimismo, pudo hacer superproducciones como La bella y la bestia (1991) y Aladdín (1992), que atrajeron audiencias que no se habían visto en décadas, y a la vez proporcionaban un festín visual que no se había superado desde los años 1940. El pico del éxito de Disney se dio en 1994 cuando la película El rey león sobrepasó todas las expectativas del estudio, al convertirse en una de las más exitosas de todos los tiempos. Las siguientes películas de Disney: Pocahontas (1995), El jorobado de Notre Dame (1996), Hércules (1997), Mulan (1998), Tarzán (1999) y Fantasía 2000 (1999) también fueron éxitos de taquilla o de crítica, aunque modestamente en comparación con sus estrenos de principios de los años 1990. No obstante, Disney pudo complementar el éxito de otras producciones animadas, como: The Nightmare Before Christmas (1993), Toy Story (1995), James and the Giant Peach (1996), Bichos: Una aventura en miniatura (1998) y Toy Story 2 (1999).

Logo de la serie animada Gargoyles.

Disney también ha hecho incursiones en el descuidado área de las series animadas para televisión. Con el éxito de series como Los osos Gummi o Patoaventuras, el "nuevo" Disney hizo su marca de dibujos para televisión. A través de la sindicación, Disney pudo proporcionar animación de alta calidad para televisión. Una serie de gran difusión fue realizada a mediados de los años 1990, con algunos críticos designando a Gargoyles como el proyecto de animación de Disney para televisión más ambicioso y mejor realizado artísticamente. Las bandas sonoras de cada uno de estos filmes animados fueron parte importante del éxito obtenido, ya que Disney fue incluyendo en cada uno de estos proyectos a grandes voces del mundo de la música. Por ejemplo: Elton John (El rey León), Luis Miguel (El jorobado de Notre Dame), Ricky Martin (Hercules), Christina Aguilera (Mulan), Celine Dion (La Bella y la Bestia), Ricardo Montaner (Aladdín), Jon Secada (Pocahontas), entre otros.

### Don Bluth
Mientras Disney le daba nueva vida a la animación, Steven Spielberg estaba haciendo su propio camino. Aficionado a la animación de toda la vida, Spielberg también estaba interesado en hacer animación de alta calidad y trabajó con su rival, el productor de animación Don Bluth para producir An American Tail. El éxito de taquilla de esta y de la siguiente película de Bluth, The Land Before Time, hicieron que Hollywood se diese cuenta de que Disney no mantenía un monopolio sobre los largometrajes animados, ya que muchos de sus animadores trabajaron en varios proyectos posteriores, como The Pagemaster. El resto de estudios de Hollywood reanudaron la producción de sus propios largometrajes animados, aunque muchos cayendo en la trampa de tratar de imitar a Disney. El largometraje animado de Don Bluth de 1997 Anastasia, producida por Fox, es considerado como la película que lanzó a los estudios de animación de Fox como rival de Disney. Sin embargo, estos estudios no lograron tener éxito luego de Anastasia y se cerraron en 2000, tras el fracaso de Titan A.E.. Al igual que las más exitosas producciones de Disney, Anastasia contó con la participación de Thalía, quien interpretó el tema central de la banda de sonido en sus versiones en español, inglés y portugués.

### Warner Bros. Animation

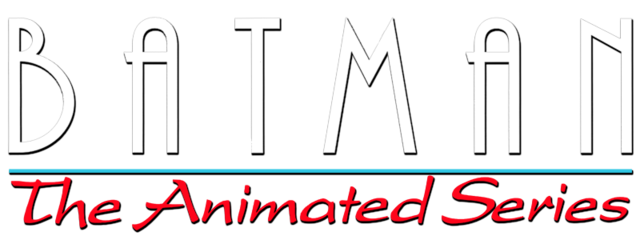
Logo de Batman: la serie animada.

Spielberg, entre tanto, cambió a la televisión y trabajó con el estudio de animación de la Warner Bros. para producir Tiny Toon Adventures, una serie animada de alta calidad que rendía homenaje a los grandes cartoons de Termite Terrace. Los Tiny Toons tuvieron un buen rating gracias a sus espectadores adolescentes, lo que inspiró a la Warner Bros. para resucitar a su moribundo estudio de animación y volverlo nuevamente en un contrincante en el campo de los dibujos animados. Los Tiny Toons fueron continuados por Animaniacs y Pinky y Cerebro. Estas series no sólo atrajeron nuevos espectadores a Warner Bros., sino que también capturaron la atención de espectadores adolescentes y adultos.
Aun así, cada nueva pieza de animación no era un éxito asegurado, como Quest for Camelot. Las películas de animación de Disney empezaban a sufrir en calidad desde 1995, después de que el productor Jeff Katzenberg dejara el estudio y formara equipo con Steven Spielberg y David Geffen para formar DreamWorks. Asimismo, varias películas de animación se estrenaron en los 1990 intentando imitar el éxito de Disney. Sin embargo, muchas de las animaciones de la Fox y de la Warner no pudieron atrapar un considerable segmento del mercado de las películas en el que Disney había sido dominante. En particular, Warner Bros. tuvo una cadena de fracasos en taquilla con sus largometrajes animados, siendo solo sus éxitos más destacados en este campo, ya sea en taquilla o en crítica, Los gatos no bailan y El gigante de hierro. Por otra parte, Warner Bros. también intentó recrear el éxito de Roger Rabbit con Space Jam y Looney Tunes: De nuevo en acción, combinando la popularidad de los Looney Tunes con el deporte y el cine de acción, además de obtener su propia licencia para comercializar otras películas de animación en el extranjero, como Tom y Jerry: La película.

### Ralph Bakshi
Ralph Bakshi, director de películas de animación innovadoras como El gato Fritz y la película original de El Señor de los Anillos, volvió a la animación después de hacer un pequeño parón a mediados de la década de 1980. En 1985, formó un equipo con el joven animador canadiense John Kricfalusi y la legendaria banda británica The Rolling Stones para hacer una animación para el vídeo musical de The Harlem Shuffle, que fue terminado a principios de 1986. Aunque el vídeo musical no dio mucho de que hablar, construyó un equipo de producción en Bakshi Animation que continuó con el proyecto de corta vida pero bien acogido de las nuevas aventuras de Super Ratón. Bakshi y co. trabajaron en numerosos proyectos al final de los años 1980, pero el mayor proyecto fue Cool World, que fue estrenado en 1992. La producción se les fue de las manos y terminó siendo criticada duramente y olvidada por casi todo el mundo.

### Otras animaciones

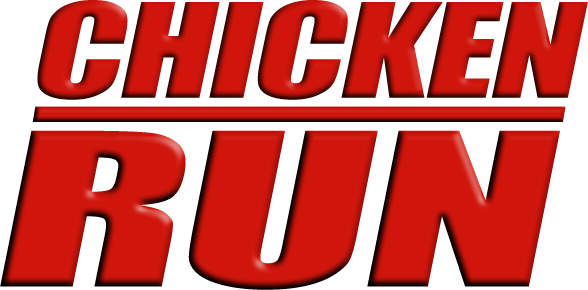
Logo del largometraje Chicken Run, película que destacó por su animación en stop motion.

En cuanto a otros largometrajes animados, destacaron: Transformers: la película, The Brave Little Toaster, Little Nemo, Todos los perros van al cielo, Patoaventuras: la película, The Nutcracker Prince, Rock-a-Doodle, FernGully, We're Back! A Dinosaur's Story, Batman: la máscara del fantasma, Pulgarcita, The Swan Princess, A Goofy Movie, The Pebble and the Penguin, Balto, The Fearless Four, El príncipe de Egipto, El rey y yo, Tom Sawyer, La película de Tigger, The Emperor's New Groove, Spirit, Home on the Range y Mickey, Donald, Goofy: Los Tres Mosqueteros, ya que recibieron un amplio éxito en su respectivos estrenos de VHS y DVD domésticos.
Durante los años 1990, fue indispensable adquirir licencias de libros e historietas para llevarlos a la animación televisiva. Nelvana Limited, siendo un estudio canadiense, adquirió un potencial destacado realizando series animadas como Pippi Långstrump, Emily y Alexander, Las Aventuras de Tintín o The Magic School Bus. Otra serie animada popular de los años 1990 fue Arthur, mientras que Film Roman contribuyó al desarrollo de las adaptaciones animadas de Garfield. Por otra parte, el animador Richard Williams trató de realizar su propia cinta animada con The Thief and the Cobbler, aunque su producción quedó incompleta.

### Subcontratación de animadores
La principal razón del aumento en la calidad de la animación estadounidense fue la posibilidad de subcontratar el trabajo pesado a casas de animación más económicas, como en países de Europa y Asia Oriental, obteniendo un gran número de fotogramas a bajo coste. Mientras que el guion, el diseño de personajes y el guion gráfico se realizaban en las oficinas estadounidenses, los storyboards, los modelados y las guías de colores se enviavan por correo al extranjero. Algunas veces causa problemas porque ningún producto final puede verse hasta que los fotogramas completados son devueltos por correo a Estados Unidos. Aunque los presupuestos se han reducido, las producciones en las casas extranjeras se eligen por episodio, o incluso por escena, dependiendo de la cantidad de dinero disponible en ese momento. Como resultado, hay una gran diferencia de calidad de un episodio a otro. Esto es particularmente notable en series animadas como: Los Pitufos, The Transformers, Jem and the Holograms, Thundercats, Las Tortugas Ninja, Superman, Batman: la serie animada, Gargoyles, Spider-Man, Mortal Kombat: Defenders of the Realm o Extreme Dinosaurs, donde a veces, los diseños de los personajes parecen distintos entre episodios para la consternación de sus directores.

## El declive de las caricaturas de sábado por la mañana

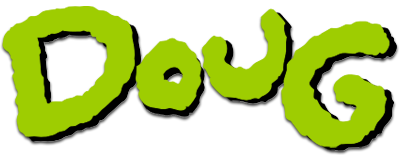
Logo de la serie animada Doug.

Después de estar cerca del coma durante más de dos décadas, la industria de animación estadounidense experimentó un repentino crecimiento en los años 1990. Aparecieron varios nuevos estudios con ganas de tomar riesgos y encontraron un amplio número de mercados donde vender su talento. Junto con las series de televisión animadas, la animación se utilizó en anuncios de televisión, videojuegos y videoclips. Los pequeños estudios de animación desafiaron a la anterior competencia televisiva en el mercado.
De hecho, Hanna-Barbera no pudo competir con las nuevas variedades de animación en el mercado. Durante el tiempo en que dominó todo el espectro de las caricaturas de sábado por la mañana, virtualmente no tenía competencia y causó un deterioro en la calidad de sus series. A comienzos de los años 1990, el estudio solo podía ofrecer refritos como Un cachorro llamado Scooby-Doo y Tom and Jerry Kids Show para competir con Fox Kids y el nuevo WB Television Network. El estudio se quedó atrás y terminó siendo comprado por completo por Turner Broadcasting System.
No sólo Hanna-Barbera tuvo problemas de adaptación a los cambios que se extendían por toda la televisión. Las "Tres Grandes" cadenas (ABC, NBC y CBS) encontraron a su fiel audiencia siendo erosionada por la competencia de las nuevas cadenas, incluyendo las nuevas cadenas de Televisión por cable como: Nickelodeon, Disney Channel y Cartoon Network. Los videojuegos y las películas disponibles en vídeo también ayudaron a cambiar el mercado, hasta el punto de que la NBC abandonó los dibujos animados por completo durante un tiempo. La ABC fue comprada por Disney y transformó su parrilla del sábado en una serie de producciones animadas de Disney Television Animation.

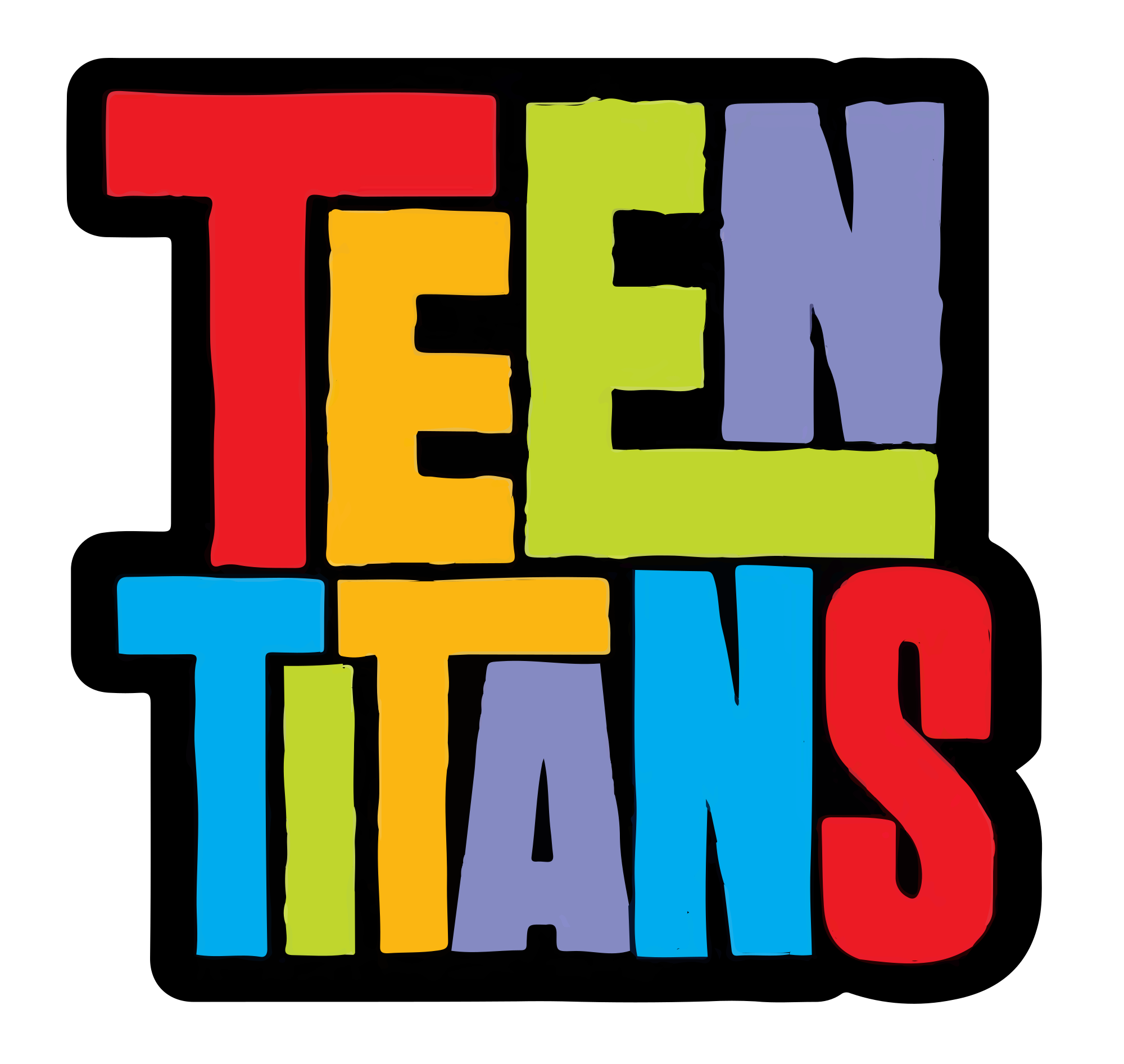
Logo de la serie animada Teen Titans.

Por otra parte, Cartoon Network se aferró a los elementos de la animación televisiva para sus producciones, algo que todavía sigue destacando al estudio junto a varias de las producciones de Nickelodeon. Mientras las series animadas en las grandes cadenas parecían mediocres, los dibujos de televisión por cable alcanzaron varios éxitos. Nickelodeon hizo ver la luz a éxitos de culto como: Doug, Rugrats, Ren y Stimpy, ¡Oye, Arnold!, Bob Esponja, Invasor Zim, Los padrinos mágicos y Danny Phantom. Mientras tanto, el nuevo propietario de Hanna-Barbera, Time Warner, enfocó el estudio a la creación de nuevos dibujos para la Cartoon Network. Hanna-Barbera tuvo una llegada de sangre fresca y una nueva generación de dibujos de Cartoon Network nació con dibujos como: El laboratorio de Dexter, Johnny Bravo, Cow and Chicken, The Powerpuff Girls, Ed, Edd y Eddy y Courage the Cowardly Dog.
Además, la tendencia del mercado sobre los niños continuó durante la década de los 1990, casi tan omnipresente como una década antes. Dos grandes fenómenos vinculados con juguetes dominaron muchos de los programas de niños de las tardes de fin de semana: Mighty Morphin Power Rangers, a mediados de los años 1990, y Pokémon, desde finales de la década de 1990 hasta mediados de los años 2000.

## Animación para adultos

### Los Simpson

Logo de Los Simpson.

En los años 1990 apareció una nueva ola de series animadas cuyo objetivo primario eran los adultos, después de una ausencia en el género en más de una década. En 1989, Los Simpson, basado en un corto animado de El show de Tracey Ullman, se convirtió en la primera serie animada en Prime time desde Los Picapiedra y Los Supersónicos, cautivando a una gran parte de la audiencia. Fue la primera serie de gran éxito para la incipiente Fox, causó poca sensibilidad, entrando en la cultura popular y ganando una amplia aceptación hasta finales de los años 1990. Con la crisis de escritores del 2007 la serie decayó (más aún de lo que ya lo había hecho por el paso del tiempo) y en 2016 perdió mucha calidad, aunque pudo sobrepasar a Gunsmoke como el programa de ficción durante más tiempo en antena en la historia de la televisión estadounidense. En 2007, se estrenó la primera película y, además, la serie obtuvo un crossover con El crítico.

### Ren y Stimpy
En 1991, Nickelodeon estrenó The Ren and Stimpy show. Ren y Stimpy era una serie desmadrada y excéntrica que violaba todas las restricciones de los políticamente correctos dibujos de las caricaturas de sábado por la mañana y, en cambio, favorecía el estilo estrafalario de los cortos de la era dorada. Es más, el creador de series, John Kricfalusi, que había trabajado como animador durante el bajón del sábado por la mañana, estaba bastante influenciado por los trabajos clásicos de Bob Clampett.

### Spike & Mike
Junto a la corriente dominante de la animación de los años 1990, había un movimiento más extraño y experimental. En un festival de cortos de animación de 1989, organizado por Craig "Spike" Decker y Mike Gribble (conocido como Spike & Mike), originalmente situado en San Diego, empezó con la representación de una colección de cortos temáticos, conocidos como el Festival Clásico de la Animación, en lugares de reuniones comerciales y no comerciales a lo largo de todo el país.
Las colecciones estaban compuestas en su mayoría por cortos nominados al Oscar, trabajos de estudiantes del Instituto de las Artes de California y trabajos experimentales del National Film Board of Canada. Los primeros festivales incluyeron trabajos de John Lasseter, Nick Park y Mike Judge. La obra de Judge, Frog Baseball marcó la primera aparición de sus personajes franquicia Beavis and Butt-Head.
Sin embargo, el festival gradualmente se convirtió en un programa de películas llamadas Spike and Mike's Sick and Twisted Festival of Animation y se tornó en un movimiento underground de humor adulto y materia temática.

### Adult Swim

Logo del bloque nocturno Adult Swim.

En 1994, Cartoon Network dio el consentimiento a una nueva serie titulada Fantasma del Espacio de costa a costa con un particular giro posmoderno, mostraba entrevistas con celebridades en directo mezcladas con animaciones parodiadas de Hanna-Barbera. La serie dio el salto con el antiguo estudio de Hanna-Barbera, ahora propiedad de Cartoon Network. Fue el principio de una práctica excesiva que utilizaba viejos personajes de Hanna-Barbera para parodiarlos en futuras producciones, como en las surrealistas: El Show de Brak, Harvey Birdman, abogado y Laboratorio Submarino 2021.
Además de los grandes archivos de animación antigua y barata, los animadores independientes también empezaron a beneficiarse de las nuevas tecnologías digitales. Un artista con suficientes aptitudes técnicas podía explorar nuevos estilos y formas con mucha más libertad. Las aptitudes de la animación tradicional de dibujar y pintar habían dado paso a la manipulación digital para utilizar técnicas nuevas y agresivas en animación.
Junto a estos nuevos programas, la audiencia americana —particularmente en las zonas geográficas influenciadas por la fusión con las culturas de la costa del Pacífico— empezaron a adoptar el anime japonés en los años 1980. Este crecimiento del mercado de videos de anime satisfacía al público adolescente e infantil, con un gran número de series japonesas traduciéndose al inglés. Inicialmente, el acceso a los vídeos estaba limitado. Pero el anime, según se convertía en una corriente dominante, encontraba su camino en las grandes tiendas de películas a través de todo Estados Unidos. Como la animación ocupa un lugar diferente en la cultura japonesa, incluye un rango de temas no abordados por la animación estadounidense. 
Adult Swim es un bloque de animación para adultos que se emite al principio del primetime en Cartoon Network. Lidera el sector de los adultos y posee la tecnología punta en animación. Adult Swim, que originalmente se emitía los domingos por la noche, en 2006 estaba en el aire hasta las 5:00 AM, y se retransmitía cada noche excepto los viernes. Las series, que se producían exclusivamente para Adult Swim, como El Show de Brak, Aqua Teen Hunger Force y Tom Goes to the Mayor, tendían a ser surrealistas y bizarras. Adult Swim reemitió series como Futurama y jugó un papel importante evitando la cancelación de Family Guy. Además, también emite numerosas series populares de anime como: FLCL, Lupin III, InuYasha o Crayon Shin-chan.

### Otras animaciones para adultos
Otras cadenas de televisión también experimentaron con dibujos animados para adultos. La MTV ha producido varias series animadas especialmente para la audiencia joven y adulta, como Liquid Television y Beavis and Butt-Head. Incluso USA Network encontró un programa de culto con su Duckman show. Pero la serie animada para adultos más exitosa de los años 1990 ha sido South Park, que se estrenó en 1996 como un dibujo animado pirata en Internet.[cita requerida]
Cuanta más animación trepidante e inquietantemente clandestina veía la luz, mayor fuerza dominante en la televisión tenía la animación, llevada hacia un territorio cada vez más frenético, escatológico e incluso sobreexplotado.
En 2005, el pionero de la animación adulta Ralph Bakshi anunció que trabajaría en otra película: Los últimos días de Coney Island, que financiaría él mismo y produciría independientemente.

## El auge de la animación por computadora

Logo de la franquicia Toy Story.

Otro comodín se añadiría a esta atmósfera multitudinaria y competitiva con la aparición de una nueva oleada de animación digital. La década de los 1990 experimentó una mejora exponencial en la utilización de ordenadores para realzar secuencias animadas y efectos especiales. Esta nueva forma de animación pronto dominó el mundo de los efectos especiales en Hollywood (las películas Terminator 2: el juicio final y Parque Jurásico incluían impresionantes secuencias animadas por ordenador), y era sólo una cuestión de tiempo encontrar una película producida completamente con ordenadores.
Una vez más, fue Disney el que lideró esta área. Los animadores de Disney habían introducido sutilmente secuencias generadas por ordenador en sus películas, como a principios de 1991 en La bella y la bestia. Una alfombra mágica generada por ordenador jugaba un papel significante en Aladdín. En 1995, Disney junto con Pixar produjeron Toy Story, la primera película generada completamente por ordenador. La película fue un gran éxito y creó un nuevo movimiento, otros estudios investigaron producir sus propias películas animadas por ordenador (CGI).

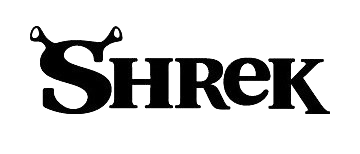
Logo de la franquicia Shrek.

Tal vez por ser desarrollado primero como un nuevo método de crear efectos especiales, la animación digital no se vio como una forma de "entretenimiento infantil". Después de décadas de existencia como industrias relacionadas pero separadas, la barrera entre animación y efectos especiales se eliminó por la popularización de los efectos especiales digitales, hasta el punto que la utilización de los ordenadores en las películas de Hollywood ha llegado a ser algo natural. Los mejores efectos especiales son a menudo tan sutiles que pasan totalmente desapercibidos. El ganador del Premio Óscar a los mejores efectos especiales con Forrest Gump (1994) dependían fuertemente de estos efectos por ordenador para crear la ilusión del realismo, hasta el punto que el actor Tom Hanks se le veía estrechando la mano con el presidente de Estados Unidos, John Fitzgerald Kennedy. La película Titanic utilizaba imágenes por ordenador para acercar cada escena en sus tres horas, lo que produjo un nivel de realismo que ayudó a la propia película a convertirse en la más recaudadora en taquilla hasta ese momento.

Logo de la franquicia Ice Age.

La animación por ordenador también ha hecho incursiones en la televisión. La serie animada ReBoot ganó mucha fama entre los adultos, esta fue la primera de muchas series CGI como los Beast Wars, War Planets y Roughnecks. La calidad de la animación digital mejoró considerablemente con cada nueva serie. Muchas series de televisión no animadas (especialmente de ciencia ficción como Babylon 5) invirtieron fuertemente en producciones CGI, produciendo efectos especiales de una calidad más alta de la que sus predecesores podían soñar a un relativamente bajo coste.
Otros estudios, junto a Disney, probaron suerte con películas de animación digital y descubrieron sus debilidades ante el monopolio que estaba ejerciendo Disney con sus éxitos animados en taquilla. Mientras que DreamWorks, con Antz y Pequeños guerreros, palidecía en comparación con las producciones de Pixar, con Bichos: Una aventura en miniatura y Toy Story 2, finalmente consiguió un gran éxito en números con Shrek en 2001. Shrek fue un éxito gigantesco en taquilla, atrayendo al público y dominando sobre la producción veraniega de ese año, Atlantis: El imperio perdido. Incluso la 20th Century Fox, a través de Blue Sky Studios, recaudó bastante cuando estrenó una película animada CGI a principios de 2002, titulada Ice Age. No todos los estudios tuvieron éxito en taquilla con la animación digital. Por ejemplo, Paramount Pictures con The Adventures of Jimmy Neutron: Boy Genius (2001) no lo hizo tan bien en taquilla, pero recibió una nominación al Óscar y, posteriormente, realizó la serie de televisión basada en la película.

Logo de la franquicia Madagascar.

Pero la verdadera estrella de la revolución del CGI parecía ser Pixar. Incluso antes de Toy Story, el estudio se hizo un nombre produciendo cortos de animación sorprendentes (su corto Tin Toy ganó un Premio Óscar). Incluso cuando Disney intentó crear una película CGI por sí mismo sin Pixar, Dinosaurio, el resultado fue notablemente desastroso. A pesar de este éxito, la animación digital continúa dependiendo de personajes dibujados y estilizados. En 2001, se vivió el primer intento de crear un mundo completamente animado utilizando "actores humanos" digitales en Final Fantasy: The Spirits Within, que encontró un moderado éxito de crítica pero no se hizo buena taquilla.
Los efectos especiales CGI se incrementaron hasta tal punto de que, en 2002, la película de ciencia ficción Star Wars: Episodio II - El ataque de los clones fue considerada por su director, George Lucas, como la primera película de animación que utilizaba "actores reales". De hecho, los efectos CGI se han convertido tan habituales que es difícil distinguir la animación digital de la vida real. Un número creciente de películas empiezan a utilizar personajes creados completamente por ordenador que interactúan en la pantalla con partes reales, como Jar Jar Binks en Star Wars: Episodio I - La amenaza fantasma, Gollum en El Señor de los Anillos: las dos torres y el personaje principal de Hulk. Mientras que los personajes generados por ordenador se han convertido en aceptables «actores», a las películas completamente animadas con actores virtuales parecen faltarles más desarrollo.

Logo de la franquicia Cars.

Disney parecía preparado para liderar la disminución de la animación tradicional. A pesar del éxito en taquilla de Lilo & Stitch, el fracaso veraniego de su exageradamente promocionado El planeta del tesoro parecía asegurar que habría más reducciones en el estudio de animación de Disney. La pérdida de Disney fue más dañina cuando, en 2002, el Óscar para la mejor Película de Animación fue para el dibujante Hayao Miyazaki con El viaje de Chihiro, infligiendo a Disney su segunda derrota seguida en los premios de la Academia.
Tanto Disney como DreamWorks abandonaron la animación tradicional y se centraron exclusivamente en producciones generadas por ordenador desde 2003 en adelante. Los historiadores de la animación creen que la era de los largometrajes estadounidenses en animación tradicional, que empezó con la película de Walt Disney de 1937 Snow White and the Seven Dwarfs, se está extinguiendo. Otros están en desacuerdo, apuntando un moderado éxito de la película de animación tradicional Brother Bear, además del hecho de que Pixar se interesó en producir películas de animación tradicional para su propio intento de revivir esta forma de arte.

Logo de la franquicia Kung Fu Panda.

En 2004 se estrenó la película Sky Captain and the World of Tomorrow. Cabe destacar que toda la película fue rodada frente a una cortina azul con el fondo generado completamente por ordenador y lo único real fueron los actores. La película de Robert Zemeckis de 2004 The Polar Express, producida por Tom Hanks, está realizada completamente en animación CGI, pero utiliza la tecnología de la captura de movimiento para animar a los personajes.
En julio de 2005, Disney anunció que cerraría sus estudios en Australia en 2006. Ese estudio, responsable de secuelas para VHS como El rey león III, era el último bastión de dibujantes tradicionales de Disney. Sin embargo, en 2006, el jefe creativo de Pixar John Lasseter, dijo en la revista Time que podría haber restaurado la unidad de animación tradicional de Disney, declarando que "de todos los estudios que deberían estar haciendo animación 2D, debería ser Disney".

## Reconocimientos de animación

Logo de la franquicia Río.

La animación ha llegado a estar tan ampliamente aceptada que, en 2001, la Academia de Artes y Ciencias Cinematográficas introdujo el Óscar a la mejor película de animación. Los dos principales rivales para el primer año de este premio fueron dos películas CGI: Shrek de DreamWorks y Monsters, Inc. de Pixar. El premio fue para Shrek. Sin embargo, hubo quejas de que el premio parecía estar orientado más hacia películas familiares que a películas de animación. La tercera nominación no la obtuvo ni la innovadora y aclamada película para adultos Despertando a la vida ni la visualmente innovadora Final Fantasy: The Spirits Within. La película de Hayao Miyazaki aclamada por la crítica El viaje de Chihiro triunfó en 2002, mientras que la película de Pixar Buscando a Nemo recibió el premio en 2003. Además, los premios Annie se presentaron en la rama de Los Ángeles de la Sociedad Internacional de Animación (Association international du film d'animation o ASIFA), conocido como ASIFA-Hollywood, cada mes de febrero para competir con la animación para el cine y la televisión.

## Legado
Siete largometrajes de animación: La sirenita (1989), La bella y la bestia (1991), The Nightmare Before Christmas (1993), El rey león (1994), Toy Story (1995), Shrek (2001) y WALL·E (2008), además de dos cortometrajes de animación de Pixar, Luxo Jr. (1986) y Tin Toy (1988), fueron seleccionados en el National Film Registry. Asimismo, El viaje de Chihiro (2001) de Studio Ghibli y cuatro películas de Pixar: Buscando a Nemo (2003), Ratatouille (2007), WALL·E (2008) e Inside Out (2015), fueron incluidas entre las 100 mejores películas del siglo XXI según la BBC, compartiendo también posiciones en la lista del AFI's 10 Top 10. Por otra parte, los documentales en CGI como Walking with Dinosaurs (1999), Dinotren (2009-2021) o Prehistoric Planet (2022-2023) se convirtiéron en referentes para la paleozoología, mientras que El Gato con Botas: el último deseo (2022) y Robot salvaje (2024) fueron las películas más ejemplares que innovaron mediante la unión de la animación 2D y 3D. Además, Sonic, la película (2020) y Super Mario Bros.: la película (2023) se convirtieron en los mejores largometrajes adaptados de un videojuego.